# ۱۳۲۰ (قمری)
۱۳۲۰ (قمری)، هزار و سیصد و بیستمین سال در گاهشماری هجری قمری است. اول محرم این سال برابر با دهم آوریل سال ۱۹۰۲ میلادی و ۲۰ فروردین ۱۲۸۱ هجری خورشیدی است.

## زادروزها
- علامه امینی، نویسنده کتاب الغدیر
- علامه شیخ محمد تقی شوشتری، فقیه برجستهٔ معاصر در ۹۲ سالگی (مرگ ۱۳۷۴)